# Concerto pour piano no 3 d'André Mathieu
Pour les articles homonymes, voir Concerto pour piano.
Le concerto no 3 d’André Mathieu en ut mineur op. 25 est une œuvre dont la composition s’échelonna du 30 janvier au 20 juin 1943, alors que le compositeur a 14 ans. Cette pièce, qui est la plus connue d’André Mathieu, fut appelée Symphonie Romantique et Concerto Romantique, mais on la connaît surtout sous le nom de Concerto de Québec. Elle fut employée en 1947 dans le film canadien La Forteresse, tourné à Québec, qui lui donna beaucoup de popularité.
Le 12 mai 2016, Alain Lefèvre révéla à Montréal lors d’une émission radiophonique avoir découvert que son enregistrement du concerto no 3 est basé sur une partition qui a eu des modifications (arrangements) pour le film La Forteresse, et que la partition originale a été découverte. Alain Lefèvre annonça un nouvel enregistrement et un concert, première mondiale, basé sur cette partition inédite.